# Philautus adspersus
Philautus adspersus és una espècie extinta de granota que es trobava a Sri Lanka.